# Frederiksborg Amt (før 1970)
Frederiksborg Amt hørte i middelalderen under Sjællands Østersyssel, dog var Horns Herred under Sjællands Medelsyssel.
I 1660'erne bestod Frederiksborg Amt kun af Strø- og Lynge-Frederiksborg Herreder, og lidt af Ølstykke Herred. Det blev i 1672 lagt sammen med Kronborg Amt og den nordlige del af Horns Herred, der i en periode havde heddet Jægerspris Amt. I 1771 blev Hørsholm Amt lagt til. I 1800 kom resten af Ølstykke Herred (der havde ligget under Københavns Amt), og i 1808 den sydlige del af Horns Herred, med i Frederiksborg Amt.
I amtet ligger købstæderne Helsingør, Hillerød, Frederiksværk, og Frederikssund.
I det danske nummerpladesystem havde Frederiksborg Amt bogstavet B fra 1903 til 1958, og da systemet i dette år blev omlagt, fik Helsingør BA, Hørsholm BE, Hillerød BL, Helsinge BP, Frederikssund BS og Frederiksværk BV.

## Amtmænd
- 1793 – 1805: Heinrich von Levetzow (fra 1771 i Kronborg og Frederiksborg Amter)
- 1805 – 1826: Hans Nicolai Arctander
- 1826 – 1836: Herman Gerhardt Treschow
- 1836 – 1855: Hans Schack Knuth
- 1855 – 1860: Carl Eduard Rotwitt
- 1860 – 1880: Johan Sigismund lensgreve Schulin
- 1880 – 1906: Vilhelm Ferdinand Wedell-Wedellsborg
- 1906 – 1921: Vilhelm Peter greve Schulin
- 1921 – 1931: Harry Rowland Howard Grøn
- 1931 – 1939: Waldemar Theodor Hebry oxholm
- 1939 – 1948: Kay Ulrich
- 1948 – 1964: Justus Saurbrey
- 1964 – 1970?: Jørgen Elkjær-Larsen